# Andy Hilbert
Andy Hilbert (ur. 6 lutego 1981 w Howell) – były amerykański hokeista. Reprezentant Stanów Zjednoczonych.
Uczestniczył w turniejach mistrzostw świata w 2002, 2004, 2006.

## Kariera klubowa
- Michigan Wolverines (1999–2001)
- Boston Bruins (2001–2004)
  -  Providence Bruins (2001–2005)
- Norfolk Admirals (2005)
- Chicago Blackhawks (2005–2006)
- Pittsburgh Penguins (2006)
- New York Islanders (2006–2009)
- Minnesota Wild (2009)
- Houston Aeros (2009–2010)

## Sukcesy
Reprezentacyjne
- Brązowy medal mistrzostw świata: 2004

Indywidualne
- Mistrzostwa świata do lat 18 w 1999:
  - Pierwsze miejsce w klasyfikacji strzelców turnieju: 8 goli